# جنیوا (آیووا)
جنیوا (به انگلیسی: Geneva) شهری در ایالت آیووا کشور ایالات متحده آمریکا است که جمعیت آن در سرشماری سال ۲۰۱۰ میلادی، ۱۶۵ نفر بوده‌است.